# Per Hertig
Per Hertig var en byggmästare verksam under 1500-talet i Finland
Till Hertigs arbeten räknas uppförandet och ombyggnader av slotten i Viborg, Kexholm, Åbo och Nyslott i Finland.   